# Psellonus
Genre
Psellonus est un genre d'araignées aranéomorphes de la famille des Philodromidae.

## Distribution
Les espèces de ce genre se rencontrent en Inde, en Chine et aux Philippines.

## Liste des espèces
Selon World Spider Catalog (version 25.0, 12/03/2024) :
- Psellonus dawanqu Lin & Li, 2024
- Psellonus kianganensis (Barrion & Litsinger, 1995)
- Psellonus planus Simon, 1897

## Systématique et taxinomie
Ce genre a été décrit par Simon en 1897 dans les Thomisidae. Il est placé dans les Philodromidae par Homann en 1975.

## Publication originale
- Simon, 1897 : Histoire naturelle des araignées. Paris, vol. 2, p. 1-192 (texte intégral).